# ГЕС Мак-Артур-Фолс
ГЕС Мак-Артур-Фолс – гідроелектростанція у канадській провінції Манітоба. Знаходячись між ГЕС Севен-Сістерс-Фолс (вище по течії) та ГЕС Грейт-Фолс, входить до складу  каскаду на річці Вінніпег, яка є однією з основних приток однойменного озера (річкою Нельсон дренується до Гудзонової затоки).
В районі станції ліву протоку річки перекриває бетонна гребля висотою до 17 метрів з вісьмома водопропускними шлюзами, тоді як у правій розташований русловий машинний зал довжиною 177 метрів. Їх розділяє земляна ділянка довжиною 0,8 км, створена на основі природного острова. Крім того, на обох берегах споруджені земляні дамби висотою до 2 метрів та загальною довжиною 8,5 км. Разом всі ці споруди утримують витягнуте по долині річки на 12 км водосховище з площею поверхні 21 км2.
Основне обладнання станції становлять вісім турбін загальною потужністю 56 МВт, які при напорі у 7 метрів забезпечують виробництво 380 млн кВт-год електроенергії на рік.
Видача продукції відбувається по ЛЕП, що працюють під напругою 115 кВ.
Управління роботою станції здійснюється дистанційно з ГЕС Грейт-Фолс.